# Patrera
Patrera es un género de arañas araneomorfas de la familia Anyphaenidae. Se encuentra en América.

## Especies
Según The World Spider Catalog 12.0:
- Patrera apora (Chamberlin, 1916)
- Patrera armata (Chickering, 1940)
- Patrera auricoma (L. Koch, 1866)
- Patrera cita (Keyserling, 1891)
- Patrera fulvastra Simon, 1903
- Patrera lauta (Chickering, 1940)
- Patrera longipes (Keyserling, 1891)
- Patrera procera (Keyserling, 1891)
- Patrera puta (O. Pickard-Cambridge, 1896)
- Patrera ruber (F. O. Pickard-Cambridge, 1900)
- Patrera stylifer (F. O. Pickard-Cambridge, 1900)
- Patrera virgata (Keyserling, 1891)